# Бештерак
Бештерак (узб. Beshterak, Бештерак) — міське селище в Узбекистані, у Кітабському районі Кашкадар'їнської області.
Статус міського селища з 2009 року.